# 鐵達尼號紀念館
鐵達尼號紀念館（英語：Titanic Belfast）是一座位於北愛爾蘭貝爾法斯特的一座紀念博物館。該博物館座落於該市鐵達尼區的前哈兰德与沃尔夫造船厂舊址，該博物館以紀念英國皇家郵輪鐵達尼號與紀錄在1912年處女航時撞上冰山的沉沒事故，以及其他奥林匹克级邮轮-奥林匹克號和不列颠号的故事為主題。
該博物館具有包含超過12,000平方公尺（130,000 平方英尺）的建築面積，並設有一系列展示廳、私人多功能廳和社區設施，當前該博物館為貝爾法斯特海事信託公司所有，並根據2011年開始為期25年的營運商協議，由貝爾法斯特鐵達尼號有限公司進行商業營運。

## 歷史
鐵達尼號紀念館位於貝爾法斯特港口入口處，一塊被稱之為女王島的土地，該地區自19世紀中葉進行開墾。並在20世紀初期被哈蘭德和沃爾夫造船廠使用多年，並建造了巨大的滑道和修船旱塢，以容納白星航運的旗艦船隻奧林匹克號和鐵達尼號的建造工程。然而隨著貝爾法斯特造船業的衰落，這個地區大部分變得荒廢。島上的大多數廢棄建築也在20世紀後期被拆除了。包括曾被列為登錄建築的奧林匹克級郵輪滑道和修船坞，以及標誌性的山姆遜和歌利亞起重機。
2001年，這片荒廢的土地更名為「鐵達尼區」，並被列為貝爾法斯特重建計劃的重點項目。隨後，位於愛爾蘭都柏林的房地產開發商夏愨發展項目（Harcourt Developments）以4,700萬英鎊的價格購買了185英畝的開發權，包括23英畝的土地被用來建設科學園區。夏愨的重建計劃包括建造房屋、酒店和娛樂設施，還有一個海事遺產博物館和科學中心。
2005年，貝爾法斯特計劃宣布建造一座為鐵達尼號而設的博物館，以吸引遊客前來參觀，並計劃在2012年完成，以紀念鐵達尼號的處女航和沉沒事件的百年紀念。
在博物館的計畫被提出後，博物館曾獲得多項建議進行建造。其中包括建設奧林匹克級郵輪所用的阿羅爾龍門架，或者在船塢內建造鐵達尼號的草圖鋼架模型。
2008年6月，一個被稱為「鐵達尼號紀念項目」的計畫由北愛爾蘭旅遊大臣阿琳·福斯特宣布，北愛爾蘭行政部門將通過北愛爾蘭旅遊局提供該景點50％的資金進行建設，剩下的50％來自私人部門，即夏愨的姊妹公司鐵達尼區有限公司（Titanic Quarter Ltd）和貝爾法斯特港口委員會出資。創建旅遊景點的任務由夏愨接手，他們徵聘了美國建築師艾瑞克·庫內和英國展覽設計師活動通訊（Event Communications）規劃紀念館的設施。並預計每年將吸引42.5萬遊客參觀。
除了旨在像法蘭克·蓋瑞設計的毕尔巴鄂古根海姆美术馆一樣成為城市再生的焦點。 紀念館也成為與鐵達尼號相關遺產景點的一部分，並重新活化了仍保存的哈蘭德和沃爾夫公司前總部和繪圖辦公室、白星航運公司最後一艘倖存的船隻游牧號、漢密爾頓碼頭、泰坦尼克號和奧林匹克號的下水坡道、碼頭和泵房等眾多工業遺產設施。

### 旅遊業
據鐵達尼號紀念館稱，第一年的遊客人數大大超過了預期，共有807,340名遊客參觀了博物館，其中共有471,702名遊客來自北愛爾蘭以外的地區。這個景點還售出約1,376瓶香檳，舉辦了超過350個會議。到了2015年，參觀遊客人數為625,000人。

鐵達尼號紀念館在2017/18年創下了參觀紀錄，共有841,563人前來參觀旅遊景點，並在先前2016年獲得了世界領先旅遊景點獎（World's Leading Tourism Attraction Award）的殊榮。同年參觀的遊客中有84％來自北愛爾蘭以外的地區。
2019年，鐵達尼號紀念館成為北愛爾蘭第二受歡迎的旅遊景點，共有超過800,000名遊客前來參觀。
自2012年開業以來，鐵達尼號紀念館獲得了約15項獎項。鐵達尼號紀念館因幫助改善北愛爾蘭旅遊業而受到讚揚。這個旅遊景點曾迎接了許多著名訪客，包括伊麗莎白二世和發現鐵達尼號殘骸的人，羅伯·巴拉德等人物。

## 設計和施工

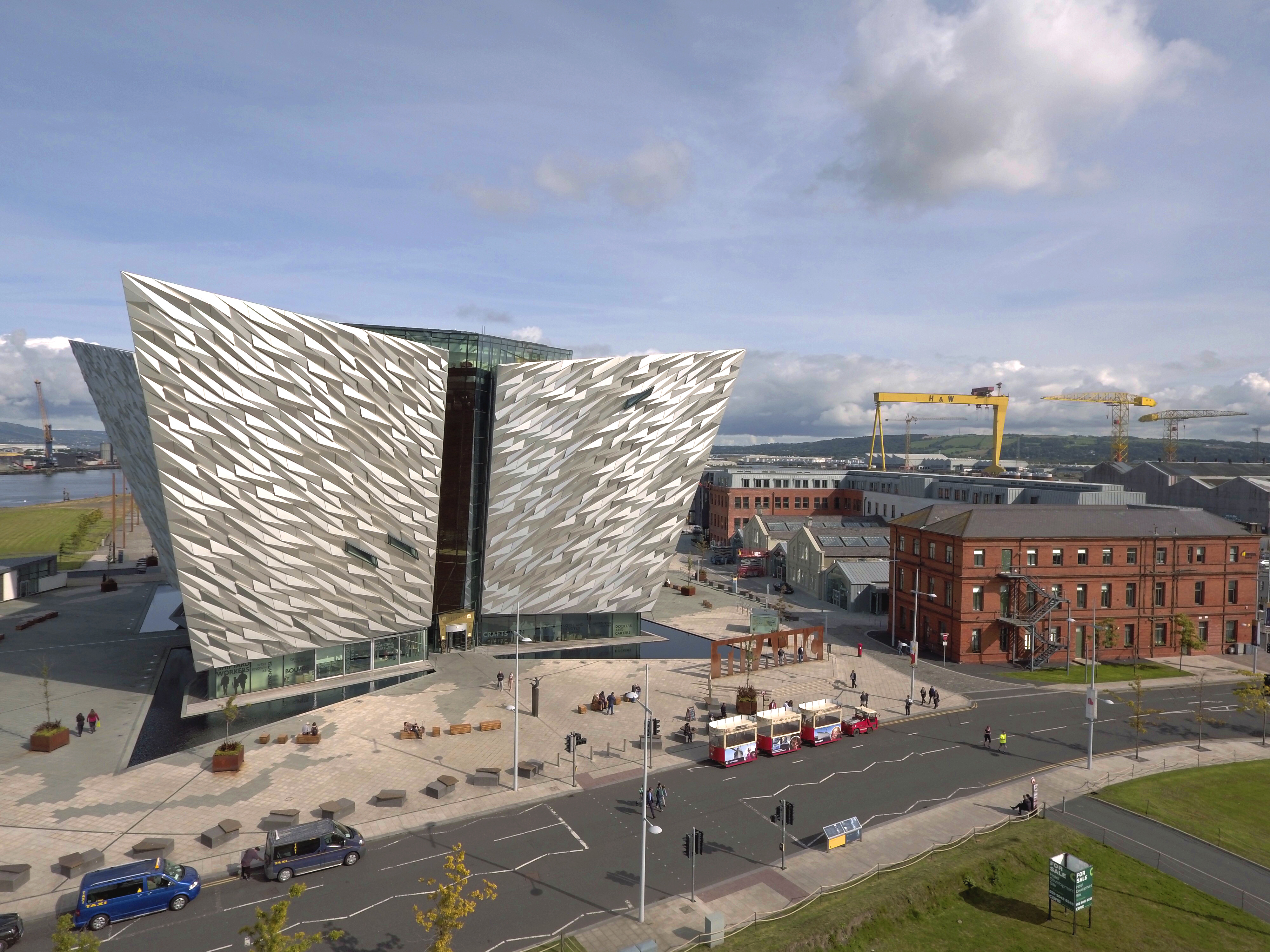
鐵達尼號紀念館與周圍鐵達尼區的設施
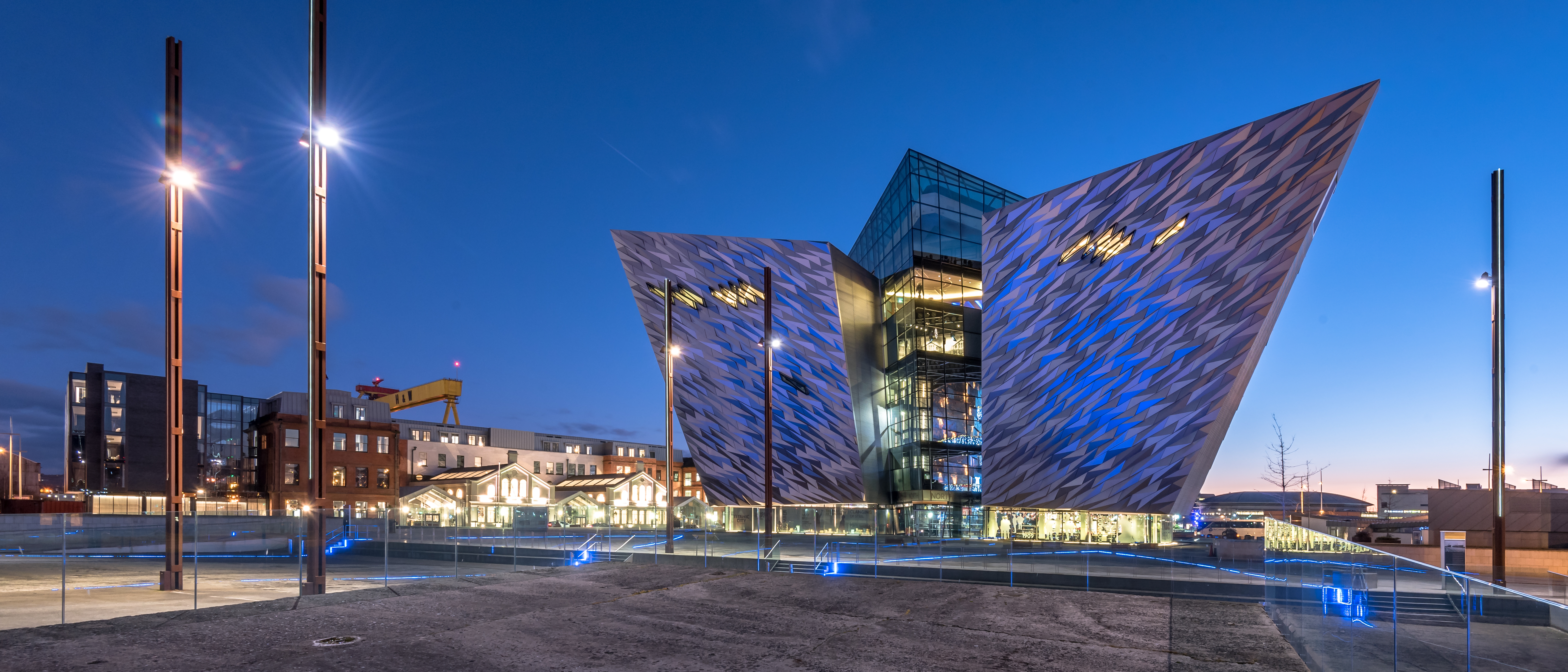
夜晚的鐵達尼號紀念館
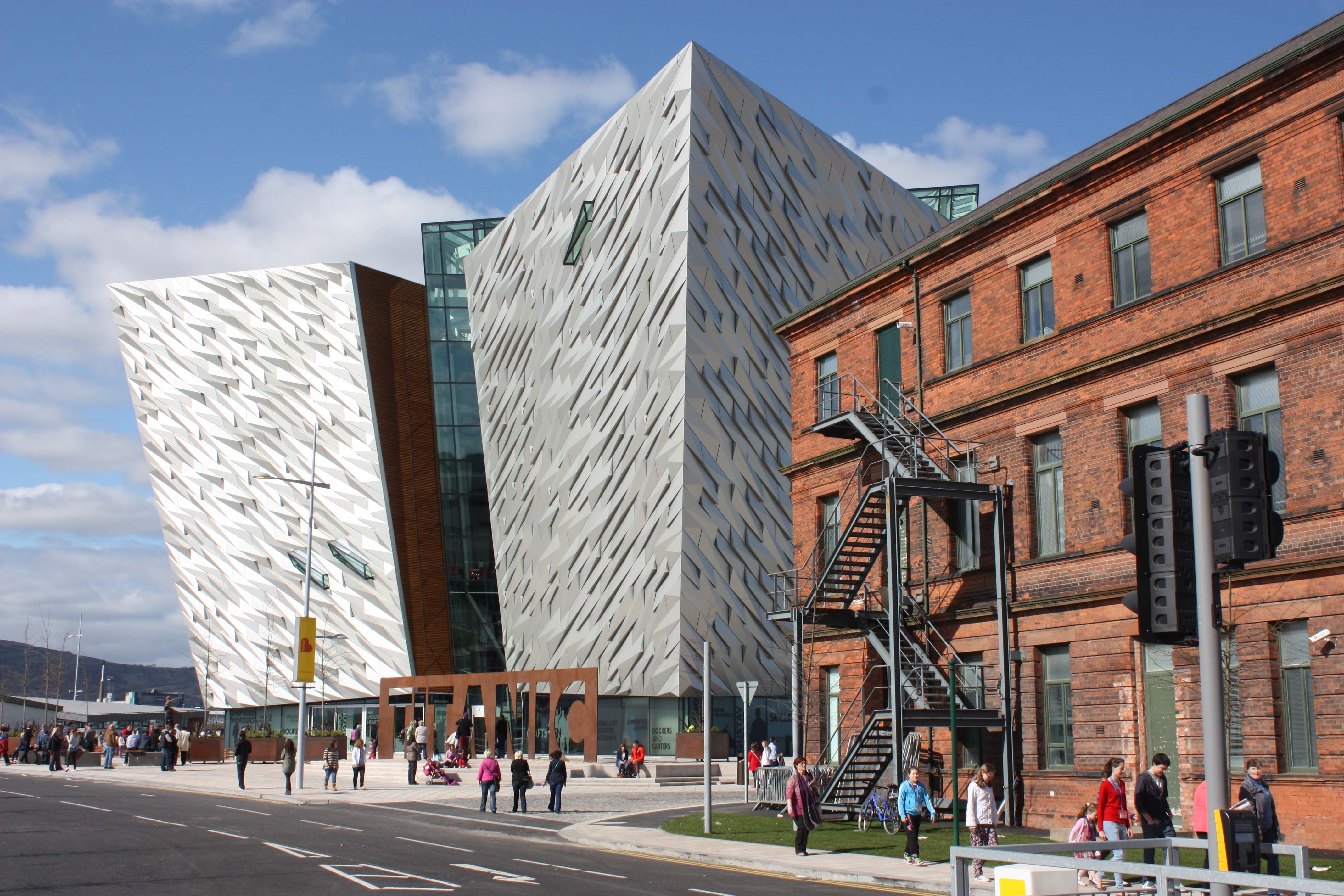
從正面看鐵達尼號紀念館
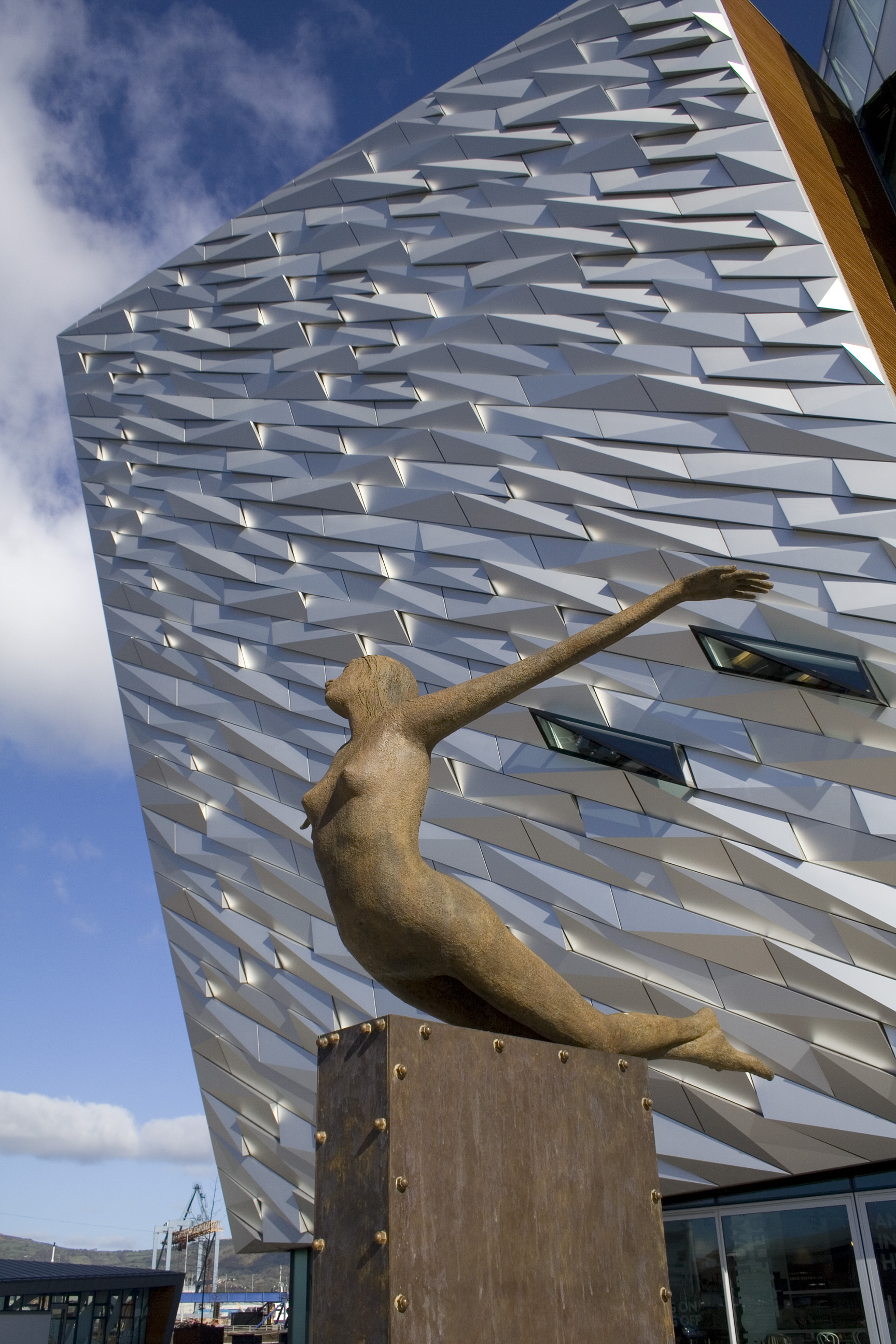
Titanica的雕塑

艾瑞克·庫內及其團隊被委託擔任博物館概念建築師，而托德建築事務所（Todd Architects）則被任命為主要顧問。紀念館的設計旨在體現貝爾法斯特的造船歷史和哈蘭德和沃爾夫留下的工業遺產。其角度形式回憶起船頭的形狀，其主要的「船頭」沿著泰坦尼克號和奧林匹克號的船台朝向拉干河而傾斜。此外，也有人提出建築看起來像鐵達尼號，當地人已經將其暱稱為「冰山」。建築的大部分立面鑲嵌著3,000個單獨的銀色陽極氧化鋁碎片，高度為126英尺（38公尺），與鐵達尼號的船體高度相同。
八層樓高的建築內部提供了12,000平方公尺（130,000平方英尺）的空間，建築的中心是一系列的解說展廳，探索了關於鐵達尼號的建築、設計、沉沒和遺產方面的解說。博物館的頂層是貝爾法斯特最大的會議和接待場所——「鐵達尼會議室」，該會議室可容納約750人。在這個會議中心中心則設有一個知名的鐵達尼號主樓梯複製品，這個階梯在詹姆斯·卡梅隆1997年的電影《鐵達尼號》中曾經出現。室內建築師凱·埃利奧特（Kay Elliott）與項目總監馬克·穆爾提出在紀念館製作一個類似鐵達尼號主樓梯的複製品的建議。因此該階梯則作為會議室的中心、作為舉辦舞台和串連VIP通道所使用。由於沒有大階梯的設計圖紙，因此主樓梯複製品的建造除了在進行復原當年原狀的考量外，也需要考慮現行技術的可及性、安全標準等要素。不僅如此，樓梯的建造必須精確到毫米距離，以便在吊裝時完美地安裝。階梯由10,000個個體部件組成，最終重達近四噸。
這座建築還提供了當地教育、社區、零售和餐廳設施及資源中心。其建造成本為7700萬英鎊，另外還花費2400萬英鎊進行前期規劃、啟動工程、地下停車場和公共領域的增建。該建築的基礎工程涉及英國有史以來最大的一次混凝土澆注工程，共有700輛混凝土運輸車在24小時內運送了4200立方米（150,000立方英尺）的混凝土在基座製作上。夏愨發展有限公司的子公司夏愨建築則擔任該計畫的設計，及建設階段的監管單位。
在建築物前面是一個名為Titanica的雕塑，由羅恩·希列斯彼創作，該雕塑描繪一個潛水女性形象。由青銅製成，安裝在黃銅底座上，呼應了船首上雕像的設計，意在代表希望和積極性。該雕像在2012年3月27日由聖公會、天主教、衛理公會和長老會的代表們共同揭幕，比紀念館的開幕式早了幾天。

## 設施

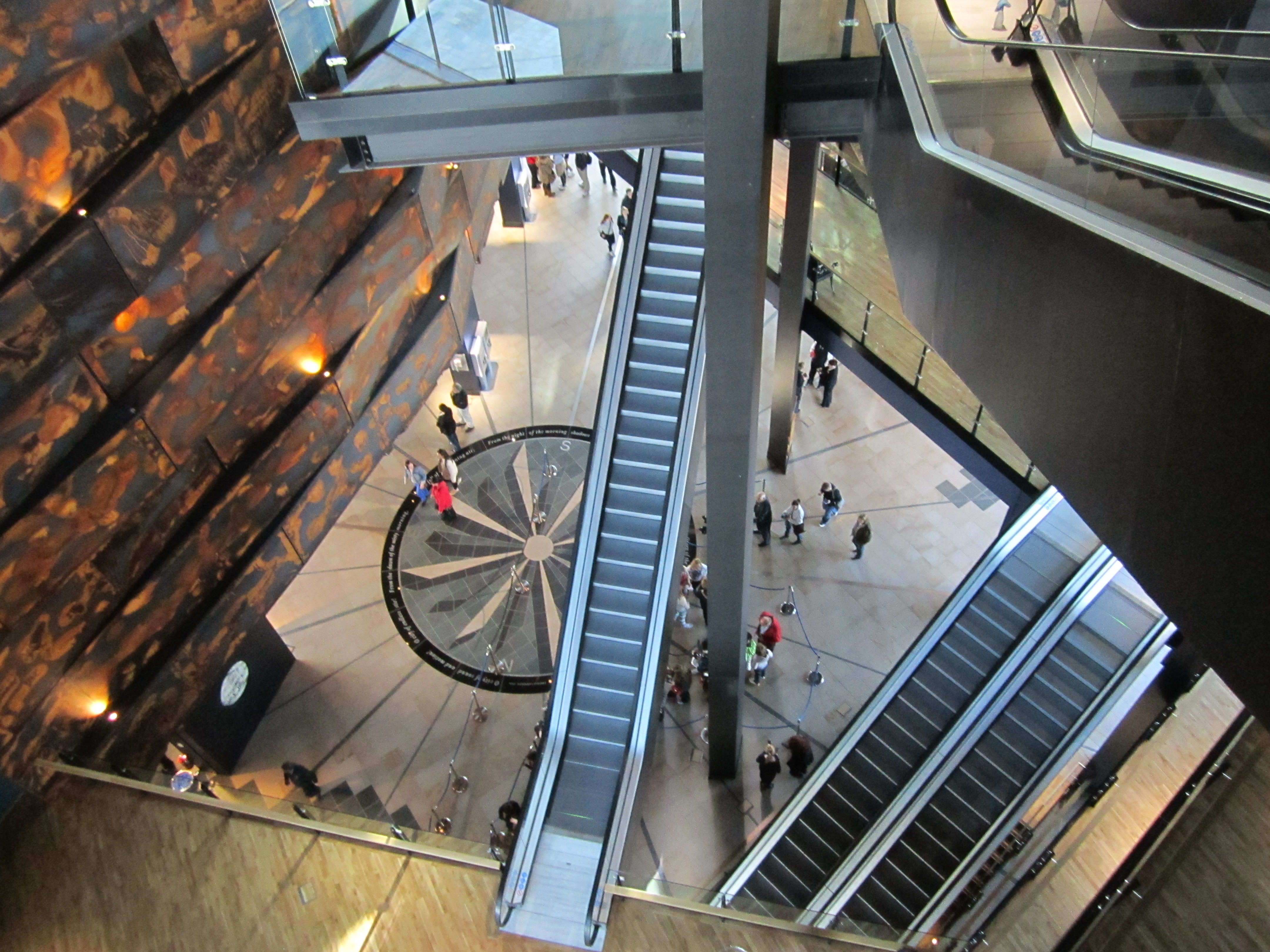
俯視鐵達尼號紀念館中庭的景色
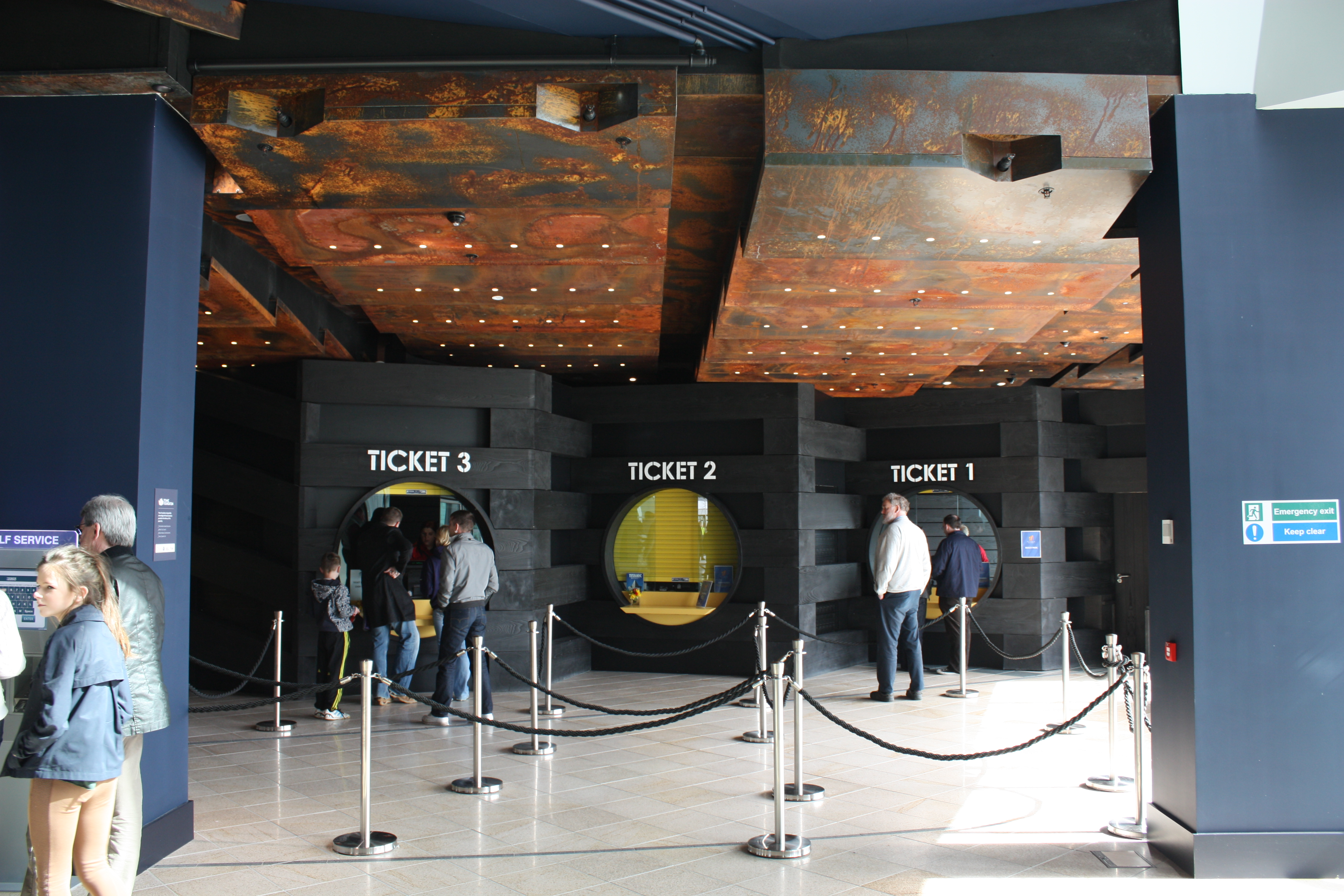
售票亭
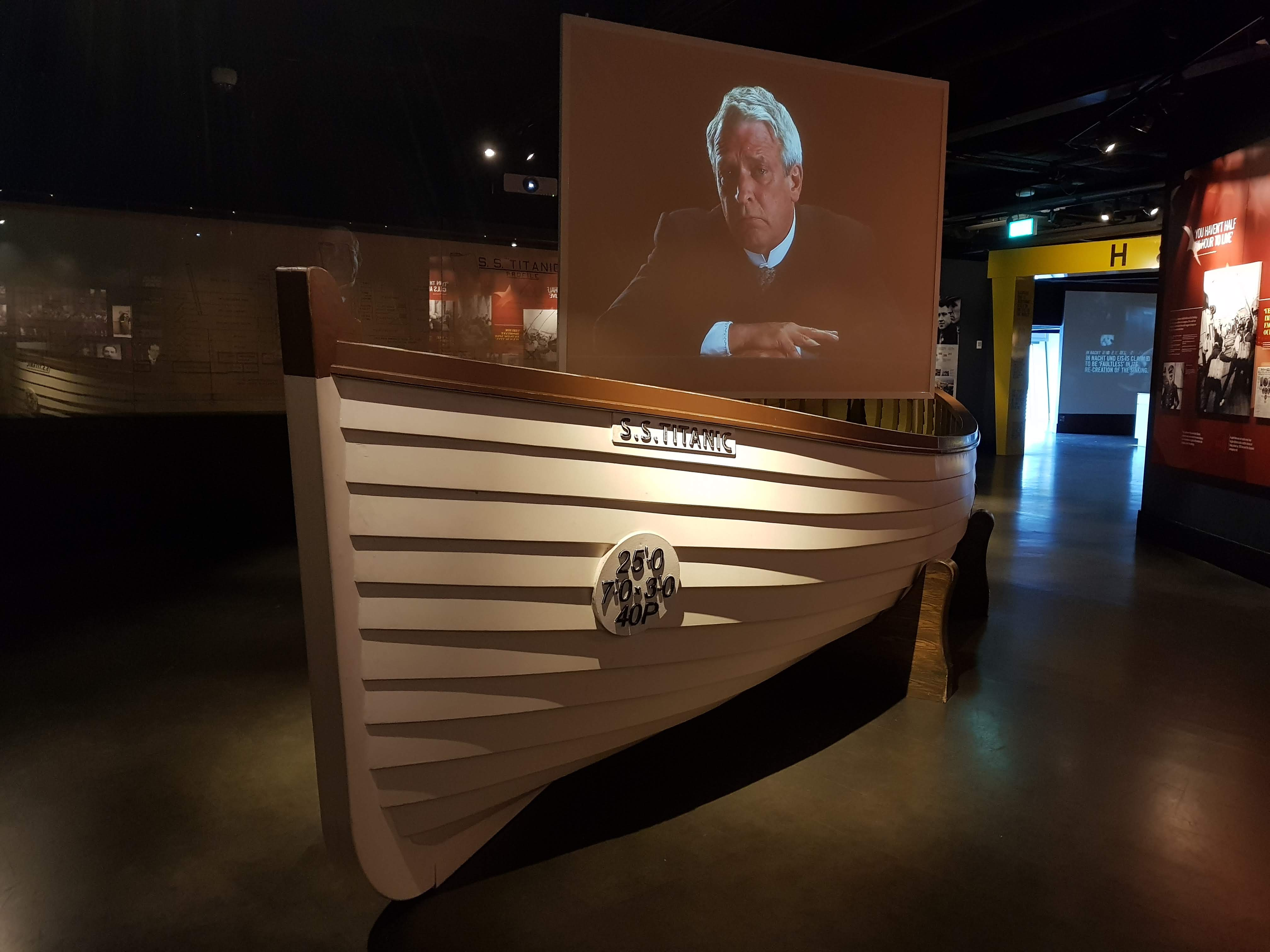
鐵達尼號救生艇複製品
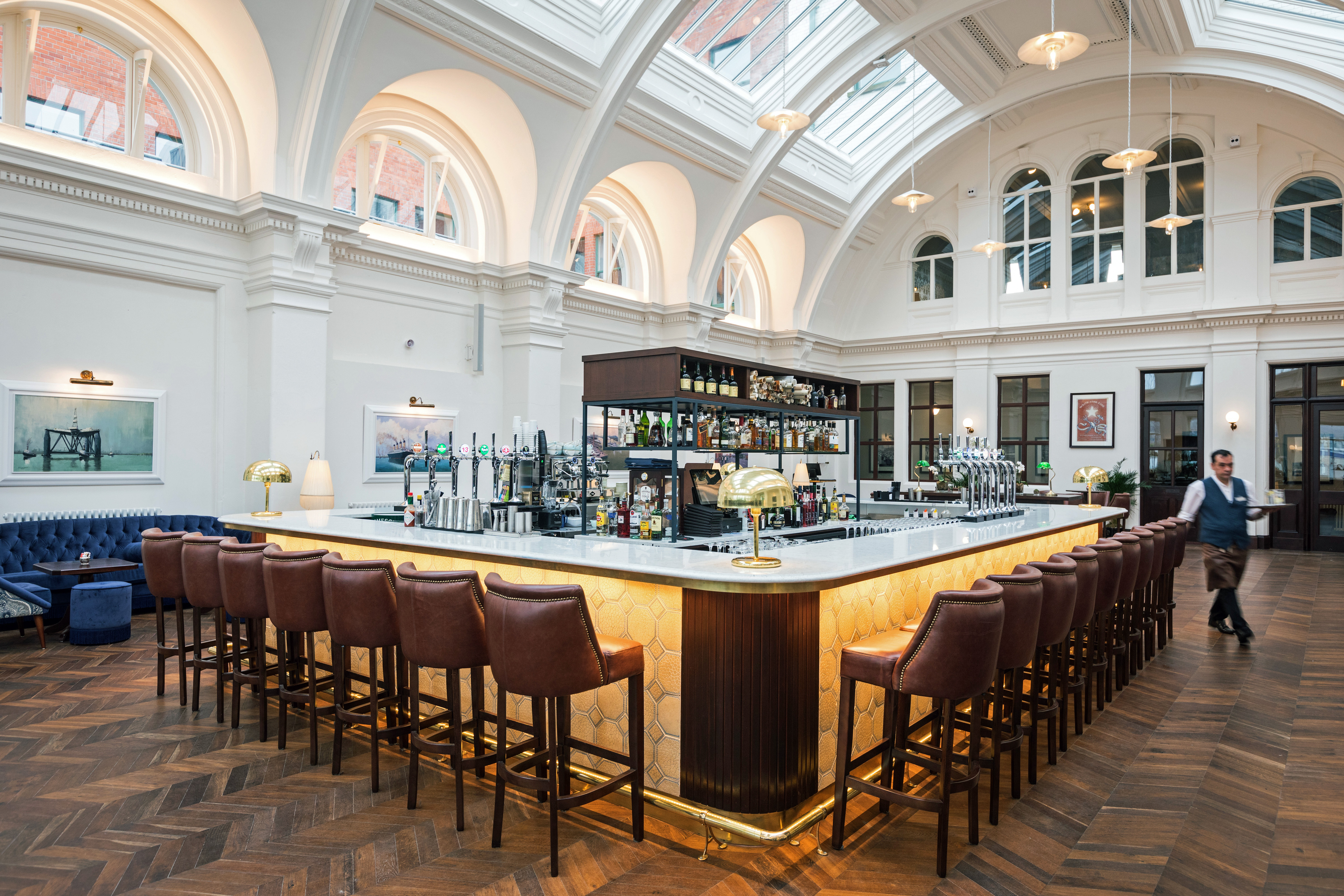
哈蘭德與沃爾夫造船廠製圖室，現作為附屬設施及餐廳使用。

鐵達尼號紀念館的展覽由來自倫敦的展覽設計團隊活動通訊（Event Communications）設計，由九個互動性展示廳組成，涵蓋以下主題：
- 繁榮的貝爾法斯特：20世紀初的城市

第一展覽廳重現了鐵達尼號建造時的貝爾法斯特場景（1909-11年），展示了該城市在當時的主要產業。在哈蘭和沃爾夫造船廠的大門旁，還有一個互動地板展示了當初鐵達尼號的建造計劃，以及奥林匹克级邮轮的原始設計圖和比例模型。
- 造船廠：乘坐小車體驗鐵達尼號舵橋：

第二展覽廳的主要部分設立了一個20公尺（66英尺）高的鋼脚手架，作為代表為奥林匹克级邮轮的建造而建的阿羅爾龍門架。實際的蓋橋比展廳中的模型高四倍。電梯能夠將游客帶到蓋橋頂端，透過聲音和影像顯示了當初造船過程的場景。接下來遊客可能夠坐在一輛六人座小車上，穿過船廠的模擬場景，體驗船體的大小，最終經過一個比例縮小的鐵達尼號舵橋。
- 下水：鐵達尼號如何在1911年5月31日下水

第三展覽廳描繪了1911年5月鐵達尼號下水時的場景。當時約有10萬人目睹了這個盛事。展廳可以俯瞰鐵達尼號當時下水的滑道，透過窗戶還可以觀察現在的滑道和碼頭。
- 裝修：鐵達尼號從下水到1912年4月的裝修

第四展覽廳描繪了鐵達尼號從下水到1912年4月啟航前的裝備過程。這個展廳有一座大型鐵達尼號模型，展示了船上所有三個等級的艙室。展廳的中心還有一個360度的電腦生成遊覽地圖，可以帶領參觀者遊覽鐵達尼號的各個船艙3D模型，包括引擎室、餐廳和艦橋等區域。
- 處女航——從貝爾法斯特到南安普敦，再從那裡到瑟堡、科夫和向西的旅程

第五展覽廳「處女航」展示了鐵達尼號首航時的航程，包括從貝爾法斯特到南安普敦，以及從那裡到瑟堡、科夫和法國西部地區。該展廳呈現了船上的甲板，遊客可以走過木質甲板，坐在長椅上或觀看碼頭和港口的風景。展廳還展示了該船的照片，其中包括天主教耶穌會攝影師弗朗西斯·布朗神父所拍攝的照片，他在鐵達尼號從南安普敦到愛爾蘭南部的科夫這一路段上拍攝了許多圖集。
- 沉沒：1912年4月14日至15日的災難

第六展覽廳描述了鐵達尼號的沉沒過程，背景聲中播放著摩斯電碼發出到其他船隻的SOS訊號。展覽廳展示了沉船的圖像，結合倖存者講述故事的訪談紀錄、和混亂的新聞報導的插圖。冰山則是由400件仿製救生衣構成的牆體現，上面投射著沉船的圖像。
- 後果：災難留下的遺產

第七展覽廳介紹了沉船事件的後續影響，場內擺放了全尺寸救生艇的複製品，用以展示撤離船上乘客時使用的救生艇。場館的左右兩側設有影片資訊息板介紹美國和英國對此次災難所進行的沉沒調查。參觀者可以使用互動屏幕搜索乘客和船員名單，以查看他們的親戚是否在船上。此外，場內還介紹了哈蘭和沃爾夫以及鐵達尼號號的姐妹船的歷史。第七展覽館的設計重點是全尺寸救生艇的複製品。
- 神話與傳說：——鐵達尼號一些故事背後的事實

第八展覽廳介紹著沉船事件引發的許多傳說和神話，透過電影、戲劇、書籍和詩歌得以廣泛流傳。場內播放席琳·狄翁的歌曲《我心永恒》，參觀者可以探索鐵達尼號所啟發的流行文化方面。透過展示廳設有互動屏幕，也能讓參觀者探索有關鐵達尼號的一些神話。
- 鐵達尼號紀念館——關於鐵達尼號的殘骸及其重新發現

最後一個展廳展示的是鐵達尼號現在位於北大西洋12,000英尺（3,700公尺）深處的情況。該展廳是與鐵達尼號殘骸發現者羅伯·巴拉德博士合作，展廳通過影片、音頻和圖像展示了他到達沉船的探險之旅。一个魚眼视角的图像被放在玻璃地板下面。地板下方是=鐵達尼號紀念館的主要教育设施——海洋探索中心，展示了北爱尔兰海岸水域的海洋生物和探险，以及鲍尔德在世界各地的各种探险。

### 計劃購買的文物
2018年8月底，有幾個團體競相爭取購買破產的美國第一展覽公司持有的5500個鐵達尼號文物的權利。最終，鐵達尼號紀念館、貝爾法斯特鐵達尼號有限公司和北愛爾蘭國家博物館聯合倫敦的國家海事博物館成立了一個財團，籌集資金購買了這5500件文物。該團體打算將所有物品作為一個整體展品展出。海洋學家羅伯特·鮑爾德表示他支持這個團體，因為這樣可以確保這些紀念品永久地在貝爾法斯特和格林威治展出。這些博物館對佛羅里達州傑克遜維爾破產法院設定的投標程序提出批評。
2018年10月11日，鐵達尼號文物拍賣的最低出價為2150萬美元（1650萬英鎊），然而財團並沒有足夠的資金滿足這個金額。

## 外部連結
- Mark Muir Project Director - The RIBA Journal - Titanic Belfast （页面存档备份，存于）
- Mark Muir - Replica Staircase Design[]
- Titanic Belfast official website （页面存档备份，存于）
- BBC News – Titanic Belfast: Will it rival Disneyland, Tate Modern and the Guggenheim? （页面存档备份，存于）
- Inside Titanic Belfast （页面存档备份，存于）, BBC News 14 March 2012
- Climb The Titanic - The RIBA Journal （页面存档备份，存于）